# Neuville-Saint-Amand
Neuville-Saint-Amand é uma comuna francesa na região administrativa de Altos da França, no departamento de Aisne. Estende-se por uma área de 8,26 km². Em 2010 a comuna tinha 869 habitantes (densidade: 105,2 hab./km²).